# Гойтліген
Гойтліген (нім. Häutligen) — громада  в Швейцарії в кантоні Берн, адміністративний округ Берн-Міттельланд.

## Географія
Громада розташована на відстані близько 16 км на південний схід від Берна.
Гойтліген має площу 3,1 км², з яких на 3,6% дозволяється будівництво (житлове та будівництво доріг), 68,3% використовуються в сільськогосподарських цілях, 28,1% зайнято лісами, 0% не є продуктивними (річки, льодовики або гори).

## Демографія
2019 року в громаді мешкало 256 осіб (+8% порівняно з 2010 роком), іноземців було 1,6%. Густота населення становила 83 осіб/км².
За віковим діапазоном населення розподілялося таким чином: 18,4% — особи молодші 20 років, 66,4% — особи у віці 20—64 років, 15,2% — особи у віці 65 років та старші. Було 105 помешкань (у середньому 2,4 особи в помешканні).